# Leichtathletik-Europacup 1996
| 17. Leichtathletik-Europacup                          | 17. Leichtathletik-Europacup | 17. Leichtathletik-Europacup | 17. Leichtathletik-Europacup | 17. Leichtathletik-Europacup | 17. Leichtathletik-Europacup |
| ----------------------------------------------------- | ---------------------------- | ---------------------------- | ---------------------------- | ---------------------------- | ---------------------------- |
|                                                       |                              |                              |                              |                              |                              |
| Resultate Superliga (Endstand nach 37 Entscheidungen) |                              |                              |                              |                              |                              |
| Madrid Estadio Metropolitano – 1./2. Juni 1996        |                              |                              |                              |                              |                              |
| Frauen                                                | Frauen                       | Frauen                       | Männer                       | Männer                       | Männer                       |
| Platz                                                 | Land                         | Punkte                       | Platz                        | Land                         | Punkte                       |
| 1                                                     | Deutschland                  | 115                          | 1                            | Deutschland                  | 142,0                        |
| 2                                                     | Russland                     | 097                          | 2                            | Großbritannien               | 125,0                        |
| 3                                                     | Belarus                      | 079                          | 3                            | Italien                      | 110,0                        |
| 4                                                     | Ukraine                      | 078                          | 4                            | Spanien                      | 106,0                        |
| 5                                                     | Frankreich                   | 075                          | 5                            | Russland                     | 103,0                        |
| 6                                                     | Großbritannien               | 073                          | 6                            | Frankreich                   | 093,5                        |
| 7                                                     | Spanien                      | 049                          | 7                            | Ukraine                      | 084,0                        |
| 8                                                     | Bulgarien                    | 046                          | 8                            | Schweden                     | 075,5                        |
|                                                       |                              |                              | 9                            | Finnland                     | 053,0                        |
| ← Villeneuve-d’Ascq 1995                              | ← Villeneuve-d’Ascq 1995     | ← Villeneuve-d’Ascq 1995     | München 1997 →               | München 1997 →               | München 1997 →               |
|  abgestiegen in die 1. Liga des nächsten Europacups   |                              |                              |                              |                              |                              |

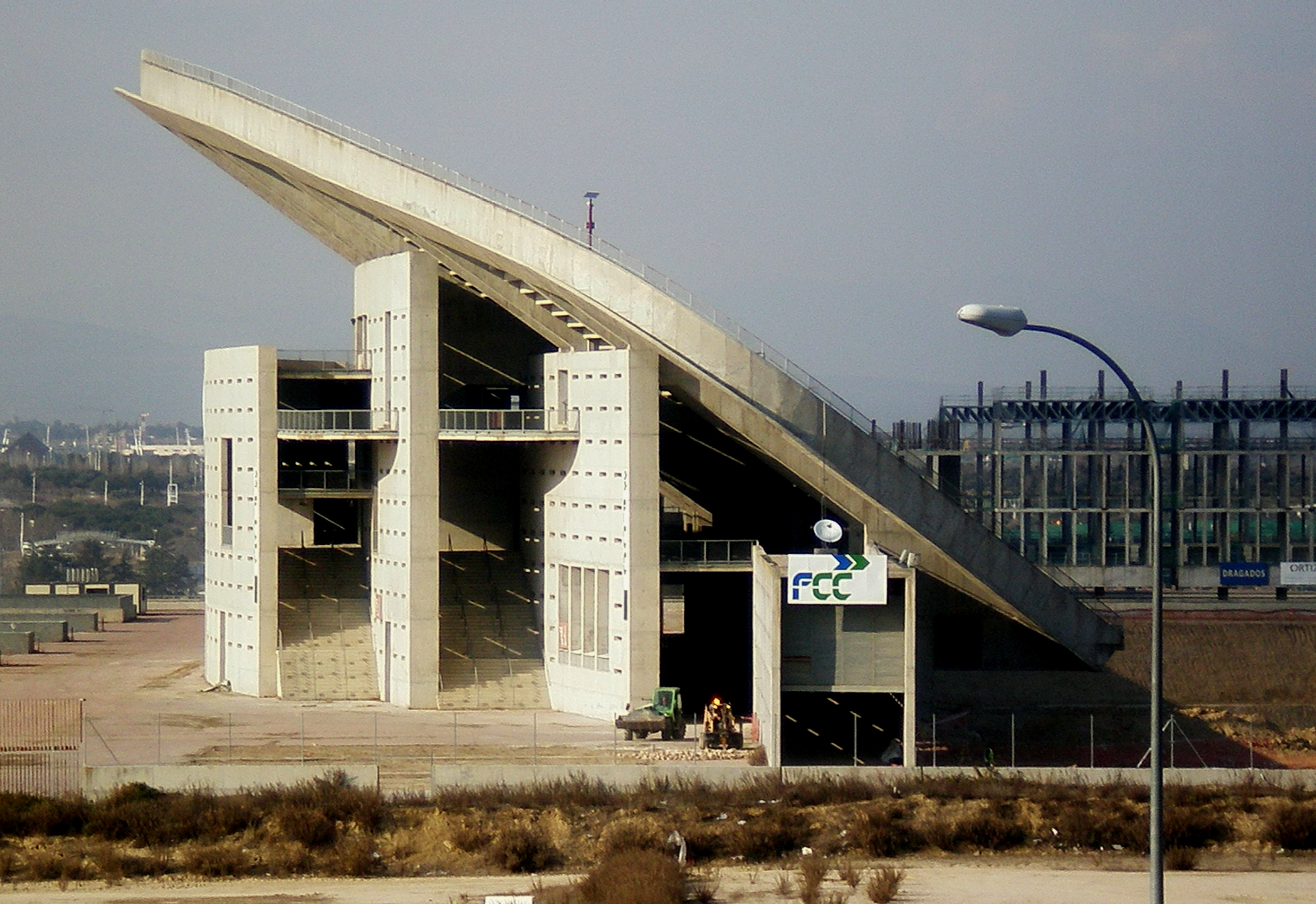
Blick auf das Leichtathletikstadion von Madrid – hier im Jahr 2012

Das 17. Leichtathletik-Europacup-Superliga-Finale fand am 1. und 2. Juni 1996 im Estadio Metropolitano der spanischen Hauptstadt Madrid statt und umfasste 37 Disziplinen (20 Männer, 17 Frauen).

## Modus
Auch die diesjährige Austragung fand nach den im Europacup 1983 erstmals gültigen Regeln statt. Das höchste Niveau des Cups wurde als Superliga bezeichnet. Die einen Rang unter der Superliga platzierten Nationen trugen ihre Wettbewerbe in der 1. Liga aus, die in diesem Jahr zum zweiten Mal in zwei Gruppen unterteilt war. Die 2. Liga war wie schon im Vorjahr ebenfalls in zwei Gruppen aufgeteilt.
Die Wettbewerbe der Superliga wurden am Samstag, 1. und Sonntag, 2. Juni ausgetragen. In den beiden anderen Ligen fanden die Wettkämpfe am jeweils selben Wochenende statt: 1. Liga: Freitag, 28. / Samstag, 29. Juni – 2. Liga: Samstag, 29. / Sonntag, 30. Juni. Das seit 1983 praktizierte System mit Auf- und Absteigern entschied auch weiterhin über die Ligeneinteilungen des nächsten Cups – hier für 1997.
Ab 1994 war der vorher praktizierte Austragungsturnus von zwei Jahren auf ein Jahr verkürzt worden. Dadurch war der Europacup in keinem Jahr mehr der internationale Jahreshöhepunkt. In den ungeraden Jahren wurden Weltmeisterschaften, in den geraden Jahren Europameisterschaften oder Olympische Spiele ausgetragen. Dies führte im Lauf der kommenden Jahre zu einer Abwertung des Cups. Es kam später sogar dazu, dass die stärksten Athleten eines Landes kein Interesse mehr an der Europacupteilnahme hatten, sodass häufig nicht die besten Sportler am Start waren. Der Deutsche Leichtathletikverband schaffte deswegen später Anreize für die Teilnahme seiner stärksten Leichtathleten, indem der Sieger eines Europacupwettbewerbs sich automatisch für die Weltmeisterschaften qualifizierte.

## Der Leichtathletik-Europacup 1995
Seit 1983 fanden die Frauenwettbewerbe in allen Ligen am jeweils selben Ort und an denselben beiden Tagen gemeinsam mit den Männerwettbewerben statt. So war es auch in der diesjährigen Austragung.
Im Wettbewerbsprogramm gab es keine Erweiterungen, aber Änderungen durch Verkürzung der beiden Langstrecken. Anstelle des Rennens über 5000 Meter wurde ein 3000-Meter-Lauf ausgetragen und der 10.000-Meter-Lauf wurde ersetzt durch das Rennen über 5000 Meter. Ansonsten gab es hier noch keine Änderungen. Der Wettbewerbskatalog für die Frauen wurde in den darauffolgenden Jahren sukzessive immer weiter an die Männerdisziplinen angepasst. Mit dem 3000-Meter-Hindernislauf, dem Stabhochsprung und dem Hammerwurf fehlten im Europacup noch drei Disziplinen zur völligen Angleichung an die Männerdisziplinen, Die nächste Erweiterung sollte 1997 erfolgen.
Zum letzten Mal standen den Athleten in den Wurfdisziplinen, im Kugelstoßen und in den horizontalen Sprüngen jeweils sechs Versuche zur Verfügung. Ab der folgenden Cupaustragung in München sollte das Programm durch eine Straffung attraktiver und zuschauerfreundlicher gestaltet werden. So warfen, stießen und sprangen die Sportler in den betreffenden Wettbewerben nur noch jeweils viermal.
Neu war das Auftreten eines großen Sponsors. Die Handelskette Spar (Eigenschreibweise: SPAR) blieb dem Europacup bis zuletzt erhalten und schoss hohe Summen an Fördergeldern zu, was auch die Umbenennung in SPAR-Europacup zur Folge hatte.
Beide Wettbewerbe der Superliga entschied wie zwei Jahre zuvor Deutschland für sich. Bei den Frauen kam Titelverteidiger Russland auf den zweiten Rang, bei den Männern belegte wie im letzten Jahr Großbritannien diesen zweiten Platz.
Landesrekorde gab es bei dieser Austragung nicht.

## Länderwertungen 2. Liga
Die 2. Liga der Männer und Frauen wurde zum zweiten Mal in zwei Gruppen ausgetragen. Die Wettbewerbe der Gruppe 1 fanden in Oordegem, Belgien, statt. Die Gruppe 2 wurde in Tallinn, Estland ausgetragen. Aus den beiden Gruppen qualifizierten sich die jeweils ersten beiden Teams für die Teilnahme an den beiden Gruppen der 1. Liga des nächsten Europacups.
| Länderwertungen 2. Liga Gruppe 1 in Oordegem am 29./30. Juni | Länderwertungen 2. Liga Gruppe 1 in Oordegem am 29./30. Juni | Länderwertungen 2. Liga Gruppe 1 in Oordegem am 29./30. Juni | Länderwertungen 2. Liga Gruppe 1 in Oordegem am 29./30. Juni | Länderwertungen 2. Liga Gruppe 1 in Oordegem am 29./30. Juni | Länderwertungen 2. Liga Gruppe 1 in Oordegem am 29./30. Juni |
|                                                              | Frauen                                                       | Frauen                                                       |                                                              | Männer                                                       | Männer                                                       |
| Platz                                                        | Land                                                         | Punkte                                                       |                                                              | Land                                                         | Punkte                                                       |
| ------------------------------------------------------------ | ------------------------------------------------------------ | ------------------------------------------------------------ | ------------------------------------------------------------ | ------------------------------------------------------------ | ------------------------------------------------------------ |
| 1                                                            | Österreich                                                   | 103                                                          |                                                              | Belgien                                                      | 93,5                                                         |
| 2                                                            | Belgien                                                      | 091                                                          |                                                              | Niederlande                                                  | 92,5                                                         |
| 3                                                            | Irland                                                       | 077                                                          |                                                              | Zypern                                                       | 91,0                                                         |
| 4                                                            | Zypern                                                       | 062                                                          |                                                              | Israel                                                       | 64,0                                                         |
| 5                                                            | Albanien                                                     | 051                                                          |                                                              | Island                                                       | 52,0                                                         |
| 6                                                            | Israel                                                       | 050                                                          |                                                              | AASSE                                                        | 37,0                                                         |
| 7                                                            | AASSE                                                        | 042                                                          |                                                              |                                                              |                                                              |

 qualifiziert für die 1. Liga des nächsten Europacups
| Länderwertungen 2. Liga Gruppe 2 in Tallinn am 29./30. Juni | Länderwertungen 2. Liga Gruppe 2 in Tallinn am 29./30. Juni | Länderwertungen 2. Liga Gruppe 2 in Tallinn am 29./30. Juni | Länderwertungen 2. Liga Gruppe 2 in Tallinn am 29./30. Juni | Länderwertungen 2. Liga Gruppe 2 in Tallinn am 29./30. Juni | Länderwertungen 2. Liga Gruppe 2 in Tallinn am 29./30. Juni |
|                                                             | Frauen                                                      | Frauen                                                      |                                                             | Männer                                                      | Männer                                                      |
| Platz                                                       | Land                                                        | Punkte                                                      |                                                             | Land                                                        | Punkte                                                      |
| ----------------------------------------------------------- | ----------------------------------------------------------- | ----------------------------------------------------------- | ----------------------------------------------------------- | ----------------------------------------------------------- | ----------------------------------------------------------- |
| 1                                                           | Litauen                                                     | 90                                                          |                                                             | BR Jugoslawien                                              | 90                                                          |
| 2                                                           | BR Jugoslawien                                              | 84                                                          |                                                             | Bulgarien                                                   | 84                                                          |
| 3                                                           | Lettland                                                    | 80                                                          |                                                             | Slowenien                                                   | 80                                                          |
| 4                                                           | Estland                                                     | 73                                                          |                                                             | Kroatien                                                    | 73                                                          |
| 5                                                           | Türkei                                                      | 64                                                          |                                                             | Estland                                                     | 64                                                          |
| 6                                                           | Slowenien                                                   | 54                                                          |                                                             | Litauen                                                     | 54                                                          |
| 7                                                           | Moldau                                                      | 30                                                          |                                                             | Moldau                                                      | 30                                                          |

 qualifiziert für die 1. Liga des nächsten Europacups

## Länderwertungen 1. Liga
Die Wettbewerbe in der 1. Liga wurden für Männer und Frauen gemeinsam ausgetragen. Die Teams der Gruppe 1 trafen sich in Lissabon (Portugal), die Gruppe 2 fand im Stadtteil Fana der norwegischen Stadt Bergen statt. Die beiden jeweiligen Gruppenersten qualifizierten sich für die Superliga des kommenden Europacups. In die 2. Liga absteigen mussten die Mannschaften auf den jeweils letzten beiden Plätzen.
| Länderwertungen 1. Liga Gruppe 1 – in Lissabon am 28./29. Juni | Länderwertungen 1. Liga Gruppe 1 – in Lissabon am 28./29. Juni | Länderwertungen 1. Liga Gruppe 1 – in Lissabon am 28./29. Juni | Länderwertungen 1. Liga Gruppe 1 – in Lissabon am 28./29. Juni | Länderwertungen 1. Liga Gruppe 1 – in Lissabon am 28./29. Juni | Länderwertungen 1. Liga Gruppe 1 – in Lissabon am 28./29. Juni |
|                                                                | Frauen                                                         | Frauen                                                         |                                                                | Männer                                                         | Männer                                                         |
| Platz                                                          | Land                                                           | Punkte                                                         |                                                                | Land                                                           | Punkte                                                         |
| -------------------------------------------------------------- | -------------------------------------------------------------- | -------------------------------------------------------------- | -------------------------------------------------------------- | -------------------------------------------------------------- | -------------------------------------------------------------- |
| 1                                                              | Italien                                                        | 110                                                            |                                                                | Griechenland                                                   | 111,0                                                          |
| 2                                                              | Tschechien                                                     | 098                                                            |                                                                | Tschechien                                                     | 098,5                                                          |
| 3                                                              | Portugal                                                       | 094                                                            |                                                                | Portugal                                                       | 088,0                                                          |
| 4                                                              | Ungarn                                                         | 079                                                            |                                                                | Ungarn                                                         | 080,0                                                          |
| 5                                                              | Slowenien                                                      | 073                                                            |                                                                | Irland                                                         | 078,0                                                          |
| 6                                                              | Griechenland                                                   | 068                                                            |                                                                | Slowenien                                                      | 072,0                                                          |
| 7                                                              | Niederlande                                                    | 064                                                            |                                                                | Türkei                                                         | 032,5                                                          |
| 8                                                              | Kroatien                                                       | 026                                                            |                                                                |                                                                |                                                                |

 qualifiziert für die Superliga des nächsten Europacups

 abgestiegen in die 2. Liga des nächsten Europacups
| Länderwertungen 1. Liga Gruppe 2 – in Bergen am 28./29. Juni | Länderwertungen 1. Liga Gruppe 2 – in Bergen am 28./29. Juni | Länderwertungen 1. Liga Gruppe 2 – in Bergen am 28./29. Juni | Länderwertungen 1. Liga Gruppe 2 – in Bergen am 28./29. Juni | Länderwertungen 1. Liga Gruppe 2 – in Bergen am 28./29. Juni | Länderwertungen 1. Liga Gruppe 2 – in Bergen am 28./29. Juni |
|                                                              | Frauen                                                       | Frauen                                                       |                                                              | Männer                                                       | Männer                                                       |
| Platz                                                        | Land                                                         | Punkte                                                       |                                                              | Land                                                         | Punkte                                                       |
| ------------------------------------------------------------ | ------------------------------------------------------------ | ------------------------------------------------------------ | ------------------------------------------------------------ | ------------------------------------------------------------ | ------------------------------------------------------------ |
| 1                                                            | Rumänien                                                     | 101                                                          |                                                              | Norwegen                                                     | 112                                                          |
| 2                                                            | Schweiz                                                      | 092                                                          |                                                              | Polen                                                        | 107                                                          |
| 3                                                            | Polen                                                        | 089                                                          |                                                              | Schweiz                                                      | 097                                                          |
| 4                                                            | Finnland                                                     | 088                                                          |                                                              | Rumänien                                                     | 091                                                          |
| 5                                                            | Schweden                                                     | 077                                                          |                                                              | Lettland                                                     | 090                                                          |
| 6                                                            | Norwegen                                                     | 069                                                          |                                                              | Österreich                                                   | 076                                                          |
| 7                                                            | Dänemark                                                     | 056                                                          |                                                              | Belarus                                                      | 072                                                          |
| 8                                                            | Island                                                       | 040                                                          |                                                              | Dänemark                                                     | 071                                                          |

 qualifiziert für die Superliga des nächsten Europacups

 abgestiegen in die 2. Liga des nächsten Europacups

## Länderwertungen Superliga
Die Männermannschaften auf den letzten drei Plätzen stiegen in die 1. Liga des nachfolgenden Europacups ab, bei den Frauen waren nur die beiden letztplatzierten Teams vom Abstieg betroffen.
| Länderwertungen Superliga – in Madrid am 1./2. Juni | Länderwertungen Superliga – in Madrid am 1./2. Juni | Länderwertungen Superliga – in Madrid am 1./2. Juni | Länderwertungen Superliga – in Madrid am 1./2. Juni | Länderwertungen Superliga – in Madrid am 1./2. Juni | Länderwertungen Superliga – in Madrid am 1./2. Juni |
|                                                     | Frauen                                              | Frauen                                              |                                                     | Männer                                              | Männer                                              |
| Platz                                               | Land                                                | Punkte                                              |                                                     | Land                                                | Punkte                                              |
| --------------------------------------------------- | --------------------------------------------------- | --------------------------------------------------- | --------------------------------------------------- | --------------------------------------------------- | --------------------------------------------------- |
| 1                                                   | Deutschland                                         | 115                                                 |                                                     | Deutschland                                         | 142,0                                               |
| 2                                                   | Russland                                            | 097                                                 |                                                     | Großbritannien                                      | 125,0                                               |
| 3                                                   | Belarus                                             | 079                                                 |                                                     | Italien                                             | 110,0                                               |
| 4                                                   | Ukraine                                             | 078                                                 |                                                     | Spanien                                             | 106,0                                               |
| 5                                                   | Frankreich                                          | 075                                                 |                                                     | Russland                                            | 103,0                                               |
| 6                                                   | Großbritannien                                      | 073                                                 |                                                     | Frankreich                                          | 093,5                                               |
| 7                                                   | Spanien                                             | 049                                                 |                                                     | Ukraine                                             | 084,0                                               |
| 8                                                   | Bulgarien                                           | 046                                                 |                                                     | Schweden                                            | 075,5                                               |
| 9                                                   |                                                     |                                                     |                                                     | Finnland                                            | 053,0                                               |

 abgestiegen in die 1. Liga des nächsten Europacups

## Legende
Kurze Übersicht zur Bedeutung der Symbolik – so üblicherweise auch in sonstigen Veröffentlichungen verwendet:
| DNF | nicht im Ziel (did not finish)                               |
| DSQ | disqualifiziert                                              |
| NM  | ohne Höhe                                                    |
| ogV | ohne gültigen Versuch                                        |
| x   | ungültig                                                     |
| o   | Höhe übersprungen                                            |
| –   | ausgelassen                                                  |
| r   | Wettkampf nicht fortgesetzt (retired)                        |
| w   | Rückenwindunterstützung über dem erlaubten Limit von 2,0 m/s |

## Superliga: Resultate der Einzeldisziplinen

### Männer

#### 100 m
| Platz | Athlet              | Land | Zeit (s) |
| ----- | ------------------- | ---- | -------- |
| 1     | Linford Christie    | GBR  | 10,04    |
| 2     | Marc Blume          | GER  | 10,25    |
| 3     | Wladyslaw Dolohodin | UKR  | 10,26    |
| 4     | Pascal Théophile    | FRA  | 10,34    |
| 5     | Peter Karlsson      | SWE  | 10,35    |
| 6     | Venancio José       | ESP  | 10,39    |
| 7     | Giovanni Puggioni   | ITA  | 10,40    |
| 8     | Alexander Sokolow   | RUS  | 10,57    |
| 9     | Sami Länsivuori     | FIN  | 10,66    |

Datum: 1. Juni
Wind: +0,9 m/s

#### 200 m
| Platz | Athlet                | Land | Zeit (s) |
| ----- | --------------------- | ---- | -------- |
| 1     | Linford Christie      | GBR  | 20,25    |
| 2     | Wladyslaw Dolohodin   | UKR  | 20,39    |
| 3     | Torbjörn Eriksson     | SWE  | 20,45    |
| 4     | Marc Blume            | GER  | 20,50    |
| 5     | Christophe Cheval     | FRA  | 20,66    |
| 6     | Angelo Cipollini      | ITA  | 20,69    |
| 7     | Francisco Navarro     | ESP  | 20,79    |
| 8     | Ari Pakarinen         | FIN  | 20,91    |
| 9     | Alexandr Porchomowski | RUS  | 21,13    |

Datum: 2. Juni
Wind: +2,5 m/s
Die Zeiten aus diesem Rennen waren wegen des um 0,5 m/s zu starken Rückenwinds nicht bestenlistenreif.

#### 400 m
| Platz | Athlet              | Land | Zeit (s) |
| ----- | ------------------- | ---- | -------- |
| 1     | Uwe Jahn            | GER  | 45,64    |
| 2     | Du’aine Ladejo      | GBR  | 45,72    |
| 3     | Jean-Louis Rapnouil | FRA  | 45,96    |
| 4     | Walentin Kulbatski  | UKR  | 46,60    |
| 5     | Andrea Nuti         | ITA  | 46,66    |
| 6     | Sergei Woronin      | RUS  | 47,25    |
| 7     | Niklas Wallenlind   | SWE  | 47,32    |
| 8     | Kari Louramo        | SWE  | 47,39    |
| 9     | Miguel Cuesta       | ESP  | 47,52    |

Datum: 1. Juni

#### 800 m
| Platz | Athlet               | Land | Zeit (min) |
| ----- | -------------------- | ---- | ---------- |
| 1     | Roberto Parra        | ESP  | 1:44,97    |
| 2     | Giuseppe D’Urso      | ITA  | 1:45,27    |
| 3     | Nico Motchebon       | GER  | 1:45,98    |
| 4     | David Strang         | GBR  | 1:46,38    |
| 5     | Bruno Konczylo       | FRA  | 1:46,53    |
| 6     | Anatoli Jakimowitsch | UKR  | 1:46,80    |
| 7     | Martin Enholm        | SWE  | 1:47,05    |
| 8     | Tomi Kankare         | FIN  | 1:47,78    |
| 9     | Sergej Koschewnikow  | RUS  | 1:49,80    |

Datum: 2. Juni

#### 1500 m
| Platz | Athlet              | Land | Zeit (min) |
| ----- | ------------------- | ---- | ---------- |
| 1     | Fermín Cacho        | ESP  | 3:40,24    |
| 2     | Rüdiger Stenzel     | GER  | 3:40,53    |
| 3     | Anthony Whiteman    | GBR  | 3:41,21    |
| 4     | Mickaël Damian      | FRA  | 3:42,06    |
| 5     | Jörgen Zaki         | SWE  | 3:42,10    |
| 6     | Gennaro Di Napoli   | ITA  | 3:42,26    |
| 7     | Andrzej Sadoroschni | RUS  | 3:45,96    |
| 8     | Igor Lisitsyn       | UKR  | 3:48,95    |
| 9     | Sami Valtonen       | FIN  | 3:50,65    |

Datum: 1. Juni

#### 3000 m
| Platz | Athlet                  | Land | Zeit (min) |
| ----- | ----------------------- | ---- | ---------- |
| 1     | Dieter Baumann          | GER  | 7:57,19    |
| 2     | Isaac Viciosa           | ESP  | 7:57,80    |
| 3     | Alessandro Lambruschini | ITA  | 7:58,44    |
| 4     | Éric Dubus              | FRA  | 8:05,84    |
| 5     | Kent Claesson           | SWE  | 8:07,81    |
| 6     | Sergei Drygin           | RUS  | 8:08,25    |
| 7     | Jukka Savonheimo        | FIN  | 8:08,42    |
| 8     | Gary Lough              | GBR  | 8:11,44    |
| 9     | Igor Lishynskyy         | UKR  | 8:25,24    |

Datum: 2. Juni

#### 5000 m
| Platz | Athlet            | Land  | Zeit (min) |
| ----- | ----------------- | ----- | ---------- |
| 1     | Gennaro Di Napoli | ITA   | 13:52,34   |
| 2     | Manuel Pancorbo   | ESP   | 13:55,18   |
| 3     | Abdellah Béhar    | FRA   | 13:57,15   |
| 4     | Keith Cullen      | GBR   | 14:00,61   |
| 5     | Wener Kaschajew   | RUS   | 14:06,33   |
| 6     | Serhij Lebid      | UKR   | 14:08,24   |
| 7     | Jonny Danielson   | SWE   | 14:24,99   |
| 8     | Jirka Arndt       | ^ GER | 14:32,70   |
| 9     | Pasi Mattila      | FIN   | 14:46,30   |

Datum: 2. Juni

#### 110 m Hürden
| Platz | Athlet                  | Land | Zeit (s) |
| ----- | ----------------------- | ---- | -------- |
| 1     | Florian Schwarthoff     | GER  | 13,20    |
| 2     | Colin Jackson           | GBR  | 13,63    |
| 3     | Jewgeni Petschonkin     | RUS  | 13,64    |
| 4     | Dimitri Kolesnitschenko | UKR  | 13,75    |
| 5     | Dan Philibert           | FRA  | 13,77    |
| 6     | Claes Albihn            | SWE  | 13,84    |
| 7     | Antti Haapakoski        | FIN  | 13,96    |
| 8     | Mauro Rossi             | ITA  | 14,18    |
| 9     | Miguel de los Santos    | ESP  | 16,11    |

Datum: 1. Juni
Wind: −0,3 m/s

#### 400 m Hürden
| Platz | Athlet               | Land | Zeit (s) |
| ----- | -------------------- | ---- | -------- |
| 1     | Fabrizio Mori        | ITA  | 49,45    |
| 2     | Jonathan Ridgeon     | GBR  | 49,84    |
| 3     | Sven Nylander        | SWE  | 50,18    |
| 4     | Jimmy Coco           | FRA  | 50,27    |
| 5     | Ruslan Maschtschenko | RUS  | 50,54    |
| 6     | Steffen Kolb         | GER  | 51,08    |
| 7     | Íñigo Monreal        | ESP  | 51,48    |
| 8     | Petteri Pulkkinen    | FIN  | 52,44    |
| 9     | Volodymyr Dobydynov  | UKR  | 52,88    |

Datum: 2. Juni

#### 3000 m Hindernis
| Platz | Athlet          | Land | Zeit (min) |
| ----- | --------------- | ---- | ---------- |
| 1     | Steffen Brand   | GER  | 8:30,09    |
| 2     | Angelo Carosi   | ITA  | 8:32,50    |
| 3     | Justin Chaston  | GBR  | 8:33,59    |
| 4     | Wladimir Pronin | RUS  | 8:36,38    |
| 5     | Nadir Bosch     | FRA  | 8:37,20    |
| 6     | Antonio Peula   | ESP  | 8:41,42    |
| 7     | Ville Hautala   | FIN  | 8:45,33    |
| 8     | Alexei Pazerin  | UKR  | 8:48,78    |
| 9     | Patrik Flink    | SWE  | 9:02,14    |

Datum: 2. Juni

#### 4 × 100 m Staffel
| Platz | Besetzung      | Land                                                                  | Zeit (s) |
| ----- | -------------- | --------------------------------------------------------------------- | -------- |
| 1     | Ukraine        | Konstantin Rurak Sergey Osovic Oleg Kramarenko Wladyslaw Dolohodin    | 38,53    |
| 2     | Italien        | Giovanni Puggioni Ezio Madonia Angelo Cipollini Sandro Floris         | 38,66    |
| 3     | Großbritannien | Kevin Williams Darren Braithwaite Jason John Darren Campbell          | 38,67    |
| 4     | Deutschland    | Holger Blume Marc Blume Michael Huke Christian Konieczny              | 38,78    |
| 5     | Russland       | Pawel Galkin Alexander Sokolow Andrei Grigorjew Alexandr Porchomowski | 38,94    |
| 6     | Spanien        | Frutos Feo Venancio José Jordi Mayoral Francisco Navarro              | 39,13    |
| DNF   | Finnland       | Harri Kivelä Sami Länsivuori Ari Pakarinen Tero Ridanpää              |          |
| DNF   | Frankreich     | Christophe Cheval Regis Groisard Pascal Théophil Sébastien Carrat     |          |
| DSQ   | Schweden       | Patrik Strenius Torbjörn Eriksson Lars Hedner Peter Karlsson          |          |

Datum: 1. Juni

#### 4 × 400 m Staffel
| Platz | Besetzung      | Land                                                               | Zeit (min) |
| ----- | -------------- | ------------------------------------------------------------------ | ---------- |
| 1     | Großbritannien | Mark Richardson Jamie Baulch Mark Hylton Du’aine Ladejo            | 3:03,38    |
| 2     | Deutschland    | Uwe Jahn Karsten Just Kai Karsten Rico Lieder                      | 3:03,53    |
| 3     | Frankreich     | Pierre-Marie Hilaire Marc Foucan Willy Migerel Jean-Louis Rapnouil | 3:05,05    |
| 4     | Russland       | Innokenti Scharow Sergei Woronin Sergei Podres Dmitri Kossow       | 3:05,80    |
| 5     | Ukraine        | Rostyslav Mestechkin Wadim Ogij Roman Galkin Walentin Kulbatski    | 3:09,46    |
| 6     | Spanien        | Carlos Velasco Miguel Cuesta Luis Flores Íñigo Monreal             | 3:09,86    |
| 7     | Schweden       | Marko Granat Mathias Sundin Jimisola Laursen Niklas Wallenlind     | 3:09,91    |
| 8     | Italien        | Fabrizio Mori Ashraf Saber Marco Vaccari Andrea Nuti               | 3:10,69    |
| 9     | Finnland       | Tommi Hartonen Petteri Pulkkinen Mats Lönnqvist Karl Louramo       | 3:14,15    |

Datum: 2. Juni

#### Hochsprung
| Platz | Athlet            | Land | Höhe (m) | Versuchsserie (m) | Versuchsserie (m) | Versuchsserie (m) | Versuchsserie (m) | Versuchsserie (m) | Versuchsserie (m) | Versuchsserie (m) | Versuchsserie (m) |
| Platz | Athlet            | Land | Höhe (m) | 2,06              | 2,11              | 2,15              | 2,18              | 2,21              | 2,24              | 2,27              | 2,30              |
| 1     | Arturo Ortiz      | ESP  | 2,27     | –                 | –                 | o                 | –                 | xo                | o                 | o                 | xxx               |
| 2     | Leonid Pumalainen | RUS  | 2,27     | –                 | –                 | o                 | –                 | xxo               | o                 | o                 | xxx               |
| 3     | Dalton Grant      | GBR  | 2,27     | –                 | –                 | o                 | o                 | o                 | –                 | xo                | xxx               |
| 4     | Wolfgang Kreißig  | GER  | 2,27     | –                 | –                 | o                 | –                 | o                 | xo                | xo                | xxx               |
| 5     | Alessandro Canale | ITA  | 2,24     | –                 | o                 | o                 | o                 | o                 | xxo               | xxx               |                   |
| 6     | Joël Vincent      | FRA  | 2,24     | –                 | xo                | o                 | –                 | o                 | xxo               | xxx               |                   |
| 7     | Stefan Holm       | SWE  | 2,21     | –                 | o                 | o                 | xxo               | o                 | xxx               |                   |                   |
| 8     | Juri Sergijenko   | UKR  | 2,21     | o                 | o                 | o                 | o                 | xxo               | xxx               |                   |                   |
| 9     | Vesa Piira        | FIN  | 2,18     | o                 | xo                | xo                | o                 | xxx               |                   |                   |                   |

Datum: 1. Juni

#### Stabhochsprung
| Platz | Athlet                      | Land | Höhe (m) | Versuchsserie (m) | Versuchsserie (m) | Versuchsserie (m) | Versuchsserie (m) | Versuchsserie (m) | Versuchsserie (m) | Versuchsserie (m) | Versuchsserie (m) | Versuchsserie (m) | Versuchsserie (m) |
| Platz | Athlet                      | Land | Höhe (m) | 5,00              | 5,15              | 5,30              | 5,40              | 5,50              | 5,60              | 5,65              | 5,70              | 5,75              | 5,85              |
| 1     | Pjotr Botschkarjow          | RUS  | 5,70     | –                 | –                 | –                 | –                 | xo                | –                 | –                 | xo                | –                 | xxr               |
| 2     | Tim Lobinger                | GER  | 5,60     | –                 | –                 | –                 | o                 | –                 | o                 | –                 | x–                | xx                |                   |
| 3     | José Manuel Arcos           | ESP  | 5,50     | –                 | –                 | o                 | –                 | xxo               | xxx               |                   |                   |                   |                   |
| 4     | Nick Buckfield              | GBR  | 5,50     | –                 | –                 | xo                | –                 | xxo               | –                 | xxx               |                   |                   |                   |
| 5     | Jean Galfione               | FRA  | 5,40     | –                 | –                 | –                 | o                 | –                 | xxx               |                   |                   |                   |                   |
| 5     | Peter Widén                 | SWE  | 5,40     | o                 | –                 | –                 | o                 | –                 | xx–               | r                 |                   |                   |                   |
| 7     | Heikki Vääräniemi           | FIN  | 5,30     | –                 | –                 | o                 | –                 | xxx               |                   |                   |                   |                   |                   |
| 8     | Claudio Avogaro             | ITA  | 5,30     | o                 | xo                | xxo               | xxx               |                   |                   |                   |                   |                   |                   |
| NM    | Wjatscheslaw Kalinitschenko | UKR  | ogV      | xxx               |                   |                   |                   |                   |                   |                   |                   |                   |                   |

Datum: 2. Juni

#### Weitsprung
| Platz | Athlet            | Land | Weite (m) | Versuchsserie (m) | Versuchsserie (m) | Versuchsserie (m) | Versuchsserie (m) | Versuchsserie (m) | Versuchsserie (m) |
| Platz | Athlet            | Land | Weite (m) | 1. Versuch        | 2. Versuch        | 3. Versuch        | 4. Versuch        | 5. Versuch        | 6. Versuch        |
| 1     | Simone Bianchi    | ITA  | 8,25      | 7,7300            | x                 | x                 | 7,83              | 8,25              | 7,67              |
| 2     | Jesús Oliván      | ESP  | 7,97      | 7,8300            | 7,93              | x                 | 7,97              | x                 | 7,79              |
| 3     | Bakri Daroueche   | FRA  | 7,96      | 7,9600            | 7,85              | 7,87 w            | 7,78              | 5,29              | 7,88              |
| 4     | Kirill Sossunow   | RUS  | 7,92      | 7,6500            | 7,81              | 7,9200            | x                 | x                 | 7,68              |
| 5     | Mattias Sunneborn | SWE  | 7,87      | 7,6900            | 7,52              | 7,8700            | 7,82              | x                 | 7,71              |
| 6     | Volker Ehmann     | GER  | 7,69      | x                 | 7,69              | x                 | 7,60              | x                 | 7,23              |
| 7     | Mika Kahma        | FIN  | 7,56      | 7,31 w            | 7,43              | 7,5600            | 7,22              | x                 | 5,45              |
| 8     | Sergiy Glotov     | UKR  | 7,52      | 7,4800            | 7,37              | 7,5200            | x                 | x                 | x                 |
| 9     | Fred Salle        | GBR  | 7,43      | x                 | x                 | 7,4300            | x                 | x                 | x                 |

Datum: 1. Juni

#### Dreisprung
| Platz | Athlet               | Land | Weite (m) | Versuchsserie (m) | Versuchsserie (m) | Versuchsserie (m) | Versuchsserie (m) | Versuchsserie (m) | Versuchsserie (m) |
| Platz | Athlet               | Land | Weite (m) | 1. Versuch        | 2. Versuch        | 3. Versuch        | 4. Versuch        | 5. Versuch        | 6. Versuch        |
| 1     | Jonathan Edwards     | GBR  | 17,79 w   | x                 | x                 | 17,79 w           | –                 | x                 | –                 |
| 2     | Volodymyr Kravchenko | UKR  | 17,29 w   | 16,89             | x                 | 17,0100           | x                 | 17,29 w           | x                 |
| 3     | Gennadi Markow       | RUS  | 17,12 w   | 16,58             | 17,0200           | 17,0500           | 17,12 w           | x                 | 17,0400           |
| 4     | Charles Friedek      | GER  | 17,03 w   | 16,30             | x                 | 17,03 w           | 16,86 w           | 15,59 w           | 16,5100           |
| 5     | Raúl Chapado         | ESP  | 16,70 w   | 16,17             | 16,32 w           | x                 | 16,50 w           | 16,52 w           | 16,70 w           |
| 6     | Claes Rahm           | SWE  | 16,59 w   | 16,32             | x                 | x                 | 16,59 w           | 15,9900           | 15,9500           |
| 7     | Daniele Buttiglione  | ITA  | 16,40 w   | 15,80             | 16,06 w           | 16,04 w           | 15,99 w           | 16,1200           | 16,40 w           |
| 8     | Janne Kinnunen       | FIN  | 16,31 w   | 15,72             | 14,96 w           | 16,31 w           | x                 | 15,7500           | x                 |
| NM    | Kenny Boudine        | FRA  | ogV       | x                 | r                 |                   |                   |                   |                   |

Datum: 2. Juni

#### Kugelstoßen
| Platz | Athlet             | Land | Weite (m) | Versuchsserie (m) | Versuchsserie (m) | Versuchsserie (m) | Versuchsserie (m) | Versuchsserie (m) | Versuchsserie (m) |
| Platz | Athlet             | Land | Weite (m) | 1. Versuch        | 2. Versuch        | 3. Versuch        | 4. Versuch        | 5. Versuch        | 6. Versuch        |
| 1     | Paolo Dal Soglio   | ITA  | 20,72     | 19,49             | x                 | x                 | 20,72             | 20,01             | 20,00             |
| 2     | Oliver-Sven Buder  | GER  | 20,08     | 19,74             | 19,51             | 20,08             | 19,96             | x                 | x                 |
| 3     | Jurij Bilonoh      | UKR  | 19,86     | 19,86             | 19,59             | 19,62             | 19,62             | 19,68             | 19,74             |
| 4     | Manuel Martínez    | ESP  | 19,54     | 18,91             | 18,98             | x                 | 19,44             | 19,18             | 19,54             |
| 5     | Markus Koistinen   | FIN  | 19,40     | 19,17             | 19,26             | 19,40             | x                 | 19,32             | 19,07             |
| 6     | Shaun Pickering    | GBR  | 19,23     | 17,97             | 18,86             | 18,72             | x                 | 18,84             | 19,23             |
| 7     | Alexei Schidlowski | RUS  | 18,59     | 18,21             | x                 | x                 | 18,23             | 18,59             | x                 |
| 8     | Thomas Hammarsten  | SWE  | 18,43     | 17,34             | 18,24             | x                 | 18,26             | 18,42             | 18,43             |
| 9     | Jean-Louis Lebon   | FRA  | 17,76     | 16,96             | 17,24             | 17,21             | x                 | 17,63             | 17,76             |

Datum: 1. Juni

#### Diskuswurf
| Platz | Athlet          | Land | Weite (m) | Versuchsserie (m) | Versuchsserie (m) | Versuchsserie (m) | Versuchsserie (m) | Versuchsserie (m) | Versuchsserie (m) |
| Platz | Athlet          | Land | Weite (m) | 1. Versuch        | 2. Versuch        | 3. Versuch        | 4. Versuch        | 5. Versuch        | 6. Versuch        |
| 1     | David Martínez  | ESP  | 62,38     | 60,50             | x                 | 60,52             | x                 | 62,38             | x                 |
| 2     | Sergei Ljachow  | RUS  | 62,20     | 62,20             | x                 | x                 | x                 | x                 | x                 |
| 3     | Jürgen Schult   | GER  | 61,96     | 59,92             | 59,94             | 60,90             | x                 | 61,96             | 61,74             |
| 4     | Witali Sidorow  | UKR  | 61,78     | 61,12             | 61,50             | 61,00             | 60,84             | x                 | 61,78             |
| 5     | Robert Weir     | GBR  | 61,02     | 61,02             | 59,40             | x                 | x                 | x                 | 59,86             |
| 6     | Diego Fortuna   | ITA  | 60,62     | 59,08             | 60,30             | 58,32             | 60,62             | 60,14             | x                 |
| 7     | Timo Sinervo    | FIN  | 58,88     | 58,88             | x                 | 58,22             | 57,50             | 57,46             | 58,86             |
| 8     | Jean Pons       | FRA  | 58,32     | 51,56             | 56,42             | x                 | 57,22             | x                 | 58,32             |
| 9     | Stefan Fernholm | SWE  | 56,84     | 55,90             | 56,84             | x                 | 55,00             | 55,78             | 55,58             |

Datum: 2. Juni

#### Hammerwurf
| Platz | Athlet             | Land | Weite (m) | Versuchsserie (m) | Versuchsserie (m) | Versuchsserie (m) | Versuchsserie (m) | Versuchsserie (m) | Versuchsserie (m) |
| Platz | Athlet             | Land | Weite (m) | 1. Versuch        | 2. Versuch        | 3. Versuch        | 4. Versuch        | 5. Versuch        | 6. Versuch        |
| 1     | Karsten Kobs       | GER  | 78,18     | 73,62             | 76,66             | 77,22             | 78,18             | x                 | x                 |
| 2     | Marko Wahlmann     | FIN  | 77,72     | 75,14             | 74,54             | 76,68             | 76,58             | 75,66             | 77,72             |
| 3     | Enrico Sgrulleti   | ITA  | 77,44     | x                 | 77,44             | x                 | 76,52             | 75,20             | x                 |
| 4     | Christophe Épalle  | FRA  | 77,16     | 75,64             | 76,08             | 77,16             | x                 | x                 | 76,94             |
| 5     | Alexander Seleznew | RUS  | 76,92     | 72,28             | 75,16             | 72,36             | 76,92             | x                 | 76,32             |
| 6     | Tomas Sjöström     | SWE  | 72,42     | 70,72             | 67,94             | 69,86             | 69,02             | 72,42             | x                 |
| 7     | Artem Rubanko      | UKR  | 72,30     | 70,40             | 68,12             | 72,30             | 69,42             | 71,34             | x                 |
| 8     | Michael Jones      | GBR  | 71,74     | 69,08             | 71,48             | 68,84             | 71,74             | x                 | 68,08             |
| 9     | José Manuel Pérez  | ESP  | 67,30     | 67,30             | 65,62             | 67,02             | x                 | 64,50             | x                 |

Datum: 1. Juni

#### Speerwurf
| Platz | Athlet                  | Land | Weite (m) | Versuchsserie (m) | Versuchsserie (m) | Versuchsserie (m) | Versuchsserie (m) | Versuchsserie (m) | Versuchsserie (m) |
| Platz | Athlet                  | Land | Weite (m) | 1. Versuch        | 2. Versuch        | 3. Versuch        | 4. Versuch        | 5. Versuch        | 6. Versuch        |
| 1     | Raymond Hecht           | GER  | 88,86     | 84,66             | x                 | 88,86             | r                 |                   |                   |
| 2     | Sergei Makarow          | RUS  | 84,96     | 80,88             | 84,44             | 84,96             | x                 | r                 |                   |
| 3     | Harri Hakkarainen       | FIN  | 81,44     | 77,34             | 78,12             | 80,56             | 81,44             | x                 | x                 |
| 4     | Patrik Bodén            | SWE  | 80,78     | 80,78             | x                 | –                 | 77,70             | –                 | 76,74             |
| 5     | Colin McKenzie          | GBR  | 74,10     | x                 | 70,64             | 74,10             | x                 | x                 | r                 |
| 6     | Gaëtan Siakinuu-Schmidt | FRA  | 72,32     | x                 | 70,94             | 71,90             | 70,86             | x                 | 72,32             |
| 7     | Carlos Pérez            | ESP  | 72,06     | 69,80             | 69,78             | x                 | x                 | 70,70             | 72,06             |
| 8     | Fabio De Gaspari        | ITA  | 71,56     | 69,74             | 71,56             | 69,94             | 69,40             | 69,82             | 71,40             |
| 9     | Sergiy Volochay         | UKR  | 65,14     | x                 | 60,84             | 65,14             | 63,64             | x                 | 61,60             |

Datum: 1. Juni

### Frauen

#### 100 m
| Platz | Athletin              | Land | Zeit (s) |
| ----- | --------------------- | ---- | -------- |
| 1     | Marina Trandenkowa    | RUS  | 11,14    |
| 2     | Melanie Paschke       | GER  | 11,19    |
| 3     | Iryna Pucha           | UKR  | 11,25    |
| 4     | Odiah Sidibé          | FRA  | 11,39    |
| 5     | Nora Iwanowa          | BUL  | 11,39    |
| 6     | Natallja Safronnikawa | BLR  | 11,44    |
| 7     | Simmone Jacobs        | GBR  | 11,51    |
| 8     | Cristina Castro       | ESP  | 11,95    |

Datum: 1. Juni
Wind: +0,3 m/s

#### 200 m
| Platz | Athletin              | Land | Zeit (s) |
| ----- | --------------------- | ---- | -------- |
| 1     | Marie-José Pérec      | FRA  | 22,34    |
| 2     | Melanie Paschke       | GER  | 22,55    |
| 3     | Katherine Merry       | GBR  | 22,88    |
| 4     | Monika Gatschewska    | BUL  | 22,99    |
| 5     | Natallja Safronnikawa | BLR  | 23,04    |
| 6     | Sandra Myers          | ESP  | 23,17    |
| 7     | Oksana Djatschenko    | RUS  | 23,43    |
| 8     | Oksana Guskova        | UKR  | 24,11    |

Datum: 2. Juni
Wind: +1,6 m/s

#### 400 m
| Platz | Athletin           | Land | Zeit (s) |
| ----- | ------------------ | ---- | -------- |
| 1     | Grit Breuer        | GER  | 50,22    |
| 2     | Hanna Kosak        | BLR  | 50,94    |
| 3     | Sandra Myers       | ESP  | 51,10    |
| 4     | Olga Kotljarowa    | RUS  | 51,67    |
| 5     | Tatjana Mowtschan  | UKR  | 52,03    |
| 6     | Marie-Louise Bévis | FRA  | 52,07    |
| 7     | Donna Fraser       | GBR  | 52,37    |
| 8     | Rosiza Milenowa    | BUL  | 55,22    |

Datum: 2. Juni

#### 800 m
| Platz | Athletin                | Land | Zeit (min) |
| ----- | ----------------------- | ---- | ---------- |
| 1     | Swetlana Masterkowa     | RUS  | 1:57,87    |
| 2     | Kelly Holmes            | GBR  | 1:58,20    |
| 3     | Natallja Duchnowa       | BLR  | 1:59,70    |
| 4     | Olena Buschenko         | UKR  | 2:00,03    |
| 5     | Patricia Djaté-Taillard | FRA  | 2:00,34    |
| 6     | Linda Kisabaka          | GER  | 2:00,42    |
| 7     | Ana Amelia Menéndez     | ESP  | 2:01,71    |
| 8     | Petja Straschilowa      | BUL  | 2:04,63    |

Datum: 1. Juni

#### 1500 m
| Platz | Athletin               | Land | Zeit (min) |
| ----- | ---------------------- | ---- | ---------- |
| 1     | Olga Tschurbanowa      | RUS  | 4:09,57    |
| 2     | Sylvia Kühnemund       | GER  | 4:10,22    |
| 3     | Frédérique Quentin     | FRA  | 4:10,49    |
| 4     | Jelena Bichowskaja     | BLR  | 4:12,67    |
| 5     | Olga Schelewa          | BUL  | 4:12,99    |
| 6     | Natalia Tschernischowa | UKR  | 4:14,54    |
| 7     | Angela Davies          | GBR  | 4:14,66    |
| 8     | Maite Zúñiga           | ESP  | 4:17,26    |

Datum: 2. Juni

#### 3000 m
| Platz | Athletin                | Land | Zeit (min) |
| ----- | ----------------------- | ---- | ---------- |
| 1     | Blandine Bitzner-Ducret | FRA  | 8:59,82    |
| 2     | Petra Wassiluk          | GER  | 9:02,91    |
| 3     | Marta Domínguez         | ESP  | 9:06,27    |
| 4     | Swetlana Miroschnik     | UKR  | 9:08,33    |
| 5     | Sonia McGeorge          | GBR  | 9:09,53    |
| 6     | Tatyana Nefedeva        | BLR  | 9:20,33    |
| 7     | Lidija Wassilewskaja    | RUS  | 9:23,25    |
| 8     | Ewelina Danilowa        | BUL  | 9:26,54    |

Datum: 2. Juni

#### 5000 m
| Platz | Athletin                 | Land | Zeit (min) |
| ----- | ------------------------ | ---- | ---------- |
| 1     | Kathrin Weßel            | GER  | 15:40,36   |
| 2     | Julia Vaquero            | ESP  | 15:41,99   |
| 3     | Farida Fatès             | FRA  | 15:47,72   |
| 4     | Olena Schupijewa-Wjasowa | UKR  | 15:52,45   |
| 5     | Ljudmila Petrowa         | RUS  | 16:11,08   |
| 6     | Natalja Haluschko        | BLR  | 16:18,05   |
| 7     | Andrea Whitcombe         | GBR  | 16:41,66   |
| 8     | Radka Naplatanowa        | BUL  | 16:42,09   |

Datum: 1. Juni

#### 100 m Hürden
| Platz | Athletin              | Land | Zeit (s) |
| ----- | --------------------- | ---- | -------- |
| 1     | Nadezhda Bodrova      | UKR  | 12,89    |
| 2     | Lidija Jurkowa        | BLR  | 12,99    |
| 3     | Angela Thorp          | GBR  | 13,09    |
| 4     | Gabi Roth             | GER  | 13,09    |
| 5     | Cécile Cinélu         | FRA  | 13,12    |
| 6     | Marina Asjabina       | RUS  | 13,23    |
| 7     | María José Mardomingo | ESP  | 13,40    |
| 8     | Jurka Christowa       | BUL  | 13,66    |

Datum: 2. Juni
Wind: +2,7 m/s
Die Zeiten aus diesem Rennen waren wegen des um 0,7 m/s zu starken Rückenwinds nicht bestenlistenreif.

#### 400 m Hürden
| Platz | Athletin              | Land | Zeit (s) |
| ----- | --------------------- | ---- | -------- |
| 1     | Sally Gunnell         | GBR  | 56,84    |
| 2     | Silvia Rieger         | GER  | 57,07    |
| 3     | Nelli Woronkowa       | BLR  | 57,39    |
| 4     | Tetjana Tereschtschuk | UKR  | 57,47    |
| 5     | Miriam Alonso         | ESP  | 58.94    |
| 6     | Swetlana Starkowa     | RUS  | 59,56    |
| 7     | Carole Nelson         | FRA  | 59,85    |
| 8     | Elisa Todorowa        | BUL  | 60,47    |

Datum: 1. Juni

#### 4 × 100 m Staffel
| Platz | Land           | Besetzung                                                                     | Zeit (s) |
| ----- | -------------- | ----------------------------------------------------------------------------- | -------- |
| 1     | Russland       | Natalia Merzljakowa Galina Maltschugina Marina Trandenkowa Oksana Djatschenko | 42,55    |
| 2     | Deutschland    | Andrea Philipp Melanie Paschke Silke-Beate Knoll Silke Lichtenhagen           | 42,59    |
| 3     | Frankreich     | Sandra Citte Odiah Sidibé Delphine Combe Marie-José Pérec                     | 43,13    |
| 4     | Ukraine        | Oksana Guskova Victorija Fomenko Iryna Sljussar Iryna Pucha                   | 43,34    |
| 5     | Belarus        | Margarita Molchan Natallja Safronnikawa Natallja Salahub Jelena Grigorowska   | 43,52    |
| 6     | Bulgarien      | Dessislawa Dimitrowa Nora Iwanowa Magdalena Christowa Monika Gatschewska      | 43,76    |
| 7     | Großbritannien | Sophia Smith Paula Thomas Simmone Jacobs Catherine Murphy                     | 44,07    |
| 8     | Spanien        | Carmen Blay Cristina Castro Carmen Garcia-Campero Patricia Morales            | 44,48    |

Datum: 1. Juni

#### 4 × 400 m Staffel
| Platz | Land           | Besetzung                                                                | Zeit (min) |
| ----- | -------------- | ------------------------------------------------------------------------ | ---------- |
| 1     | Deutschland    | Uta Rohländer Silke-Beate Knoll Linda Kisabaka Grit Breuer               | 3:26,19    |
| 2     | Ukraine        | Victorija Fomenko Ludmilla Koschtschey Olga Moros Olena Rurak            | 3:27,74    |
| 3     | Russland       | Tatjana Tschebykina Natalja Scharowa Julija Sotnikowa Olga Kotljarowa    | 3:28,54    |
| 4     | Frankreich     | Francine Landre Viviane Dorsile Marie-France Opheltes Marie-Louise Bévis | 3:28,97    |
| 5     | Großbritannien | Donna Fraser Allison Curbishley Tracy Joseph Sally Gunnell               | 3:31,80    |
| 6     | Belarus        | Tazzjana Ljadouskaja Natalia Ignatjuk Nelli Woronokowa Hanna Kosak       | 3:36,24    |
| 7     | Spanien        | Marie José Aznar Esther Lahoz Mirian Bravo Lisette Ferri                 | 3:39,51    |
| 8     | Bulgarien      | Monika Gatschewska Olga Schelewa Eliza Todorowa Rosiza Milenowa          | 3:50,45    |

Datum: 2. Juni

#### Hochsprung
| Platz | Athletin             | Land | Höhe (m) | Versuchsserie (m) | Versuchsserie (m) | Versuchsserie (m) | Versuchsserie (m) | Versuchsserie (m) | Versuchsserie (m) | Versuchsserie (m) | Versuchsserie (m) |
| Platz | Athletin             | Land | Höhe (m) | 1,77              | 1,81              | 1,84              | 1,87              | 1,90              | 1,94              | 1,98              | 2,01              |
| 1     | Alina Astafei        | GER  | 1,98     | –                 | –                 | o                 | –                 | o                 | o                 | xxo               | xxx               |
| 2     | Stefka Kostadinowa   | BUL  | 1,94     | –                 | –                 | o                 | –                 | o                 | o                 | xxx               |                   |
| 3     | Jelena Toptschina    | RUS  | 1,90     | –                 | o                 | o                 | o                 | xo                | xxx               |                   |                   |
| 4     | Isabelle Jeanne      | FRA  | 1,87     | o                 | o                 | o                 | o                 | xxx               |                   |                   |                   |
| 4     | Tatjana Kramowa      | BLR  | 1,87     | –                 | o                 | o                 | o                 | xxx               |                   |                   |                   |
| 4     | Iryna Mychaltschenko | UKR  | 1,87     | o                 | o                 | o                 | o                 | xxx               |                   |                   |                   |
| 7     | Lea Haggett          | GBR  | 1,84     | –                 | o                 | o                 | xxx               |                   |                   |                   |                   |
| 8     | Carlota Castrejana   | ESP  | 1,81     | o                 | o                 | xxx               |                   |                   |                   |                   |                   |

Datum: 2. Juni

#### Weitsprung
| Platz | Athletin              | Land | Weite (m) | Versuchsserie (m) | Versuchsserie (m) | Versuchsserie (m) | Versuchsserie (m) | Versuchsserie (m) | Versuchsserie (m) |
| Platz | Athletin              | Land | Weite (m) | 1. Versuch        | 2. Versuch        | 3. Versuch        | 4. Versuch        | 5. Versuch        | 6. Versuch        |
| 1     | Iwa Prandschewa       | BUL  | 6,8400    | 6,4800            | 6,84              | x                 | 6,72              | 6,80              | 6,76              |
| 2     | Jelena Sintschukowa   | RUS  | 6,8100    | x                 | 6,77              | 6,81              | 6,75              | x                 | 6,81              |
| 3     | Claudia Gerhardt      | GER  | 6,7600    | x                 | 6,76              | x                 | x                 | x                 | x                 |
| 4     | Denise Lewis          | GBR  | 6,6600    | 6,4700            | 6,66              | x                 | x                 | –                 | 6,50              |
| 5     | Olena Chlopotnowa     | UKR  | 6,64 w    | 6,64 w            | 6,44              | 6,37              | 6,40              | x                 | 6,55              |
| 6     | Larissa Kutschinskaja | BLR  | 6,4400    | 5,9000            | x                 | 5,70              | 6,21              | 6,44              | 6,33              |
| 7     | Nadine Caster         | FRA  | 6,3600    | x                 | 6,17              | 5,17              | 6,36              | 6,27              | x                 |
| 8     | Imma Clopés           | ESP  | 6,0000    | 5,75 w            | 6,00              | x                 | x                 | x                 | 5,85              |

Datum: 2. Juni

#### Dreisprung
| Platz | Athletin           | Land | Weite (m) | Versuchsserie (m) | Versuchsserie (m) | Versuchsserie (m) | Versuchsserie (m) | Versuchsserie (m) | Versuchsserie (m) |
| Platz | Athletin           | Land | Weite (m) | 1. Versuch        | 2. Versuch        | 3. Versuch        | 4. Versuch        | 5. Versuch        | 6. Versuch        |
| 1     | Ashia Hansen       | GBR  | 14,57     | 14,56 w           | 14,27             | 14,13             | –                 | 14,47 w           | 14,57             |
| 2     | Olena Howorowa     | UKR  | 14,42     | 14,4200           | 14,30             | 14,34             | x                 | 14,2700           | 14,02             |
| 3     | Ludmilla Dubkowa   | RUS  | 14,14     | x                 | 14,13             | 13,06             | x                 | 13,81 w           | 14,14             |
| 4     | Petra Lobinger     | GER  | 14,13     | x                 | x                 | 14,05             | 14,13             | x                 | x                 |
| 5     | Schanna Gurejewa   | BLR  | 13,74     | 12,1500           | 13,47             | 13,57             | 13,74             | 13,5300           | x                 |
| 6     | Concepción Paredes | ESP  | 13,74     | x                 | x                 | x                 | 13,74             | 13,3700           | 13,57             |
| 7     | Iwa Prandschewa    | BUL  | 13,60     | 13,5400           | x                 | x                 | 13,55             | x                 | 13,60             |
| 8     | Sylvie Borda       | FRA  | 13,49     | 13,0000           | 13,49             | 12,82             | x                 | 13,0600           | 13,0              |

Datum: 1. Juni

#### Kugelstoßen
| Platz | Athletin              | Land | Weite (m) | Versuchsserie (m) | Versuchsserie (m) | Versuchsserie (m) | Versuchsserie (m) | Versuchsserie (m) | Versuchsserie (m) |
| Platz | Athletin              | Land | Weite (m) | 1. Versuch        | 2. Versuch        | 3. Versuch        | 4. Versuch        | 5. Versuch        | 6. Versuch        |
| 1     | Astrid Kumbernuss     | GER  | 20,05     | 20,05             | 20,00             | 19,98             | r                 |                   |                   |
| 2     | Judy Oakes            | GBR  | 19,00     | 18,03             | 18,59             | 18,78             | 18,70             | 19,00             | x                 |
| 3     | Swetlana Kriweljowa   | RUS  | 17,70     | 17,70             | 17,34             | x                 | 17,32             | 17,62             | 17,62             |
| 4     | Margarita Ramos       | ESP  | 17,30     | 15,49             | 17,30             | x                 | x                 | 16,92             | 16,81             |
| 5     | Tatjana Korkulewa     | BLR  | 17,02     | x                 | 17,02             | 16,81             | 16,58             | x                 | x                 |
| 6     | Valentina Fedjuschina | UKR  | 16,90     | 15,90             | 16,59             | 16,90             | x                 | x                 | 16,44             |
| 7     | Laurence Manfrédi     | FRA  | 16,53     | 15,92             | 16,48             | 16,53             | x                 | x                 | 16,44             |
| 8     | Atanaska Angelowa     | BUL  | 15,64     | 15,64             | 15,37             | 15,27             | x                 | x                 | x                 |

Datum: 2. Juni

#### Diskuswurf
| Platz | Athletin             | Land | Weite (m) | Versuchsserie (m) | Versuchsserie (m) | Versuchsserie (m) | Versuchsserie (m) | Versuchsserie (m) | Versuchsserie (m) |
| Platz | Athletin             | Land | Weite (m) | 1. Versuch        | 2. Versuch        | 3. Versuch        | 4. Versuch        | 5. Versuch        | 6. Versuch        |
| 1     | Ilke Wyludda         | GER  | 65,66     | 63,52             | 62,04             | 64,86             | 65,66             | x                 | 62,26             |
| 2     | Olga Tschernjawskaja | RUS  | 65,06     | 62,16             | 61,16             | 65,06             | 62,94             | x                 | x                 |
| 3     | Iryna Jattschanka    | BLR  | 60,68     | 60,52             | 59,78             | x                 | 60,68             | 60,34             | x                 |
| 4     | Isabelle Devaluez    | FRA  | 57,80     | 57,28             | x                 | 57,80             | 55,86             | 54,90             | 57,00             |
| 5     | Atanaska Angelowa    | BUL  | 57,16     | 55,28             | x                 | x                 | 57,16             | x                 | x                 |
| 6     | Viktoriya Boyko      | UKR  | 55,36     | 55,36             | x                 | x                 | 53,58             | x                 | 53,28             |
| 7     | Ángeles Barreiro     | ESP  | 51,10     | x                 | x                 | 51,10             | x                 | x                 | x                 |
| 8     | Debbie Callaway      | GBR  | 50,86     | 50,86             | 49,92             | x                 | x                 | 50,06             | x                 |

Datum: 1. Juni

#### Speerwurf
| Platz | Athletin              | Land | Weite (m) | Versuchsserie (m) | Versuchsserie (m) | Versuchsserie (m) | Versuchsserie (m) | Versuchsserie (m) | Versuchsserie (m) |
| Platz | Athletin              | Land | Weite (m) | 1. Versuch        | 2. Versuch        | 3. Versuch        | 4. Versuch        | 5. Versuch        | 6. Versuch        |
| 1     | Oksana Owtschinnikowa | RUS  | 65,72     | 65,72             | 62,42             | 65,72             | x                 | r                 |                   |
| 2     | Natallja Schykalenka  | BLR  | 62,52     | 58,30             | 56,36             | 62,52             | x                 | x                 | x                 |
| 3     | Tanja Damaske         | GER  | 58,80     | 58,80             | x                 | x                 | x                 | 57,90             | x                 |
| 4     | Tessa Sanderson       | GBR  | 58,18     | x                 | 58,18             | x                 | x                 | 57,52             | x                 |
| 5     | Nadine Auzeil         | FRA  | 57,28     | x                 | 57,28             | x                 | x                 | x                 | 56,78             |
| 6     | Olga Iwankowa         | UKR  | 57,18     | x                 | 54,34             | 53,04             | x                 | x                 | 57,18             |
| 7     | Marta Míguez          | ESP  | 50,52     | 50,52             | x                 | x                 | 48,48             | x                 | x                 |
| 8     | Jurka Christowa       | BUL  | 36,52     | 31,92             | 35,98             | 35,94             | 36,52             | r                 |                   |

Datum: 1. Juni

## Videolink
- Athletics European Cup Madrid June 1996, youtube.com, abgerufen am 23. Februar 2024